# Обход (Уренский район)
Обхо́д — посёлок в Уренском районе Нижегородской области. Административный центр Обходского сельсовета.

## География
Посёлок находится на одном из безымянных правых притоков реки Шиликша (приток Ваи), на расстоянии примерно 33 км (по шоссе) к северо-востоку от города Урень, административного центра района. Абсолютная высота — 145 м над уровнем моря.

## Население
| 2002 | 2010 |
| ---- | ---- |
| 507  | ↘462 |

## Улицы
| - ул. Автопарковая, - ул. Железнодорожная, - пер. Железнодорожный, - ул. Квадяева, | - ул. Ленина, - ул. Новошкольная, - ул. Обходская, - ул. Октябрьская, | - ул. Первомайская, - ул. Рабочая, - пер. Рабочий, - ул. Трудовая. |

## Инфраструктура
В посёлке функционируют основная общеобразовательная школа и отделение почтовой связи.

## Транспорт
В посёлке находится железнодорожная станция Обход Горьковской железной дороги. Транспортное сообщение осуществляется по региональной автодороге 22Н-4414 «подъезд к посёлку Обход — деревне Мальково от автодороги Нижний Новгород — Шахунья — Киров».